# Christophe Michel
Christophe Michel est un vidéaste web français. Il est le créateur de la chaîne YouTube « Hygiène Mentale », qui compte plus de 397 000 abonnés en octobre 2024.
Il est connu pour ses vidéos de vulgarisation de la méthode scientifique, de promotion de « l’autodéfense intellectuelle », de l'esprit critique, du bayésianisme et de la zététique,.

## Activités
Il a créé sa chaîne YouTube en juillet 2014.
Dans le cadre de celle-ci, il a, en août 2018, participé avec d'autres vidéastes à la réalisation d'un cercle de culture dans le but de tester la solidité de la méthodologie des adeptes de l’hypothèse extraterrestre,,.
Au-delà de sa chaîne, il est membre de l'Observatoire zététique et il intervient également dans des écoles pour faire de l'éducation aux médias et à l'information.
En juillet 2016, il est invité à débattre sur le plateau d'Arrêt sur images de « la question des ovnis » et des théories du complot autour de cette question. 
En 2019, Christophe Michel est membre d'un collectif de vidéastes dans la série de vulgarisation scientifique Le Vortex produite par Arte et diffusée sur YouTube,.
Avec son nombre d'abonnés, il est l'un des producteurs de ressources francophones en lien avec l’esprit critique majeurs de la plate-forme YouTube,.